# Павлов Євген Степанович
Євге́н Степа́нович Па́влов (рос. Евгений Степанович Павлов, нар. 12 березня 1991, Севастополь, СРСР) — український футболіст, нападник сербського клубу «Железнічар» (Панчево).

## Життєпис
Вихованець луцького футболу, де у тренерському штабі місцевої «Волині» працював його батько, колишній футболіст Степан Павлов. З 2003 року по 2008 рік Євген виступав у дитячо-юнацькій футбольній лізі України за луцьку «Волинь». У сезоні 2005/06 зіграв 6 матчів і забив 1 м'яч в молодіжній першості України. В основному складі «Волині» дебютував 20 березня 2007 року в домашньому матчі проти київської «Оболоні» (2:1), Павлов вийшов на 58-й хвилині замість Романа Каракевича, на 78 хвилині Євген забив гол у ворота Алана Дзуцева. У сезоні 2009/10 у Першій лізі Павлов забив 11 м'ячів в 19 матчах, ставши сьомим бомбардиром в турнірі. «Волинь» у цьому сезоні посіла друге місце, поступившись лише «Севастополю», і вийшла у Прем'єр-лігу.
В Українській прем'єр-лізі дебютував 10 липня 2010 року в домашньому матчі проти полтавської «Ворскли» (0:4), вийшовши на 60-й хвилині замість Стевана Рачича. 31 липня 2010 року у виїзному матчі проти запорозького «Металурга» (1:0) Павлов забив гол на 45 хвилині у ворота Дмитра Безотосного. Цим голом Павлом приніс перші три очки в Прем'єр-лізі і забив перший гол «Волині» в турнірі.
Влітку 2011 року побував на перегляді в бельгійському «Генку». У товариському матчі проти «Ліона» Павлов відзначився забитим голом. В результаті з «Генком» він не підписав контракт і повернувся назад у «Волинь». Влітку 2013 року залишив «Волинь» і тривалий час був без клубу.
В березні 2014 року підписав контракт з «Севастополем», але через анексію Криму вже влітку клуб припинив існування, і всі гравці отримали статус вільних агентів.
Влітку 2014 року Євген Павлов отримав російське громадянство та підписав однорічний контракт з саратівським «Соколом», що виступав у Першому дивізіоні Росії, проте за пів року в команді забив лише один гол в 16 матчах чемпіонату.
В січні 2015 року нападник перейшов в сербський клуб «Младост» (Лучані), а вже в серпні того ж року перебрався в угорський «Вашаш».

## Досягнення
- Срібний призер першої ліги чемпіонату України: 2009/10

## Особисте життя
Його батько Степан Павлов (1956) працював помічником Віталія Кварцяного у «Волині». У минулому він грав за кримські клуби — «Таврія» та «Чайка» та луцьку «Волинь». У 2009 році отримав звання майстра спорту України.
В 2014 році Євген прийняв російське громадянство, проте заявив, що воно було вимушеним: «Самі розумієте, якщо людина сьогодні хоче нормально жити в Криму і щось робити, їй необхідний російський паспорт. Хоча для мене це було формальністю. Повірте, неможливо відмовитися від своєї Батьківщини і від того, коли перед матчем збірної України ти співаєш її гімн з рукою на серці! У підсумку я все одно вважався легіонером в ФНЛ, і в Сербії заявлений як українець. І міняти нічого не збираюсь.».